# Benjamin Franklin Butler (jurist)

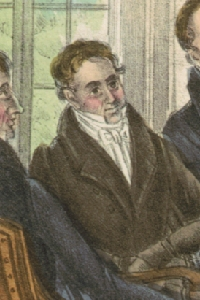
Benjamin Franklin Butler

Benjamin Franklin Butler, född den 17 december 1795 i Kinderhook Landing in Columbia County, New York, död den 8 november 1858 i Paris, var en amerikansk jurist och politiker, far till William Allen Butler.
Han studerade juridik tillsammans med Martin Van Buren och blev partner i den blivande presidentens advokatbyrå.
Butler tjänstgjorde som USA:s justitieminister 1833-1838 under presidenterna Andrew Jackson och Martin Van Buren. 1837 utnämndes han till professor vid New York University.
Butler tillhörde det demokratiska partiets mest inflytelserika män; men efter Kansas-Nebraskalagens antagande 1854 gick han emellertid över till dess motståndare, det samma år nybildade och slaverifientliga Republikanska partiet.  